# 路易斯·菲戈
路易斯·菲利浦·玛德拉·卡埃罗·菲戈（葡萄牙語：Luís Filipe Madeira Caeiro Figo，1972年11月4日—），生於葡萄牙首都里斯本，已退役著名葡萄牙足球員，位列球王貝利評選的125位最出色的在世球星（FIFA 100）中。
菲戈司職中場及翼鋒，2000年歐洲足球先生及2001年世界足球先生得主，成名於加泰罗尼亚俱乐部巴塞隆拿，2000年以破當時世界轉會費紀錄加盟皇家馬德里，穿上10號球衣。2005年不獲重用之下，投奔意大利國際米蘭，穿上7號球衣。費高在宣佈退出國家隊前，是前葡萄牙國家足球隊的隊長，球衣亦是穿7號。

## 球員生涯

### 俱乐部
菲戈年僅十一歲已加盟葡萄牙勁旅士砵亭，一支曾經訓練出無數葡萄牙國腳的球隊，於1989年以十六歲之齡作處子登場，共為士砵亭出賽124場，奪得葡萄牙盃冠軍及獲委任為球隊隊長。
1995年費高計劃出國發展加盟一支歐洲大俱乐部，首選投身意甲，但他同時與尤文图斯及帕尔玛簽約引發兩支球隊激烈的爭議，最終意大利足球協會宣佈禁止費高在兩年內轉會到任何義大利的球隊。費高離隊改投由约翰·克鲁伊夫任教的巴塞罗那。
在魯營球場綽號“獅子王”的費高事業開始起飛，加盟球隊的翌季即獲得歐洲盃賽冠軍盃及連續兩屆西甲冠軍，費高共為紅藍軍團（Azulgrana）出賽172場及射入30球，在巴塞的四年成為這支加泰罗尼亚球隊的隊長及象徵、球迷的寵兒。
在球員生涯的早期費高已被視為出色的翼鋒，士砵亭及葡萄牙世青隊的教練卡洛斯·奎罗兹（Carlos Queiroz）曾評價十一歲時的費高：‘就算現在，路易士亦比其他球員優秀。’。費高靈巧的腳步及悅目的假身，覆蓋球場大範圍的流動性，加上數量驚人的助攻次數，最終令費高成為世界級的球員。
費高在2000年极富爭議地以破當時世界轉會費紀錄的6500萬歐元加入巴萨的死對頭皇家馬德里，成為銀河兵團首個重要收購，亦被一眾曾經擁護他的巴萨球迷視為叛徒，稱他為“猶大·費高”（judas Figo）。費高因傷缺陣首次隨皇馬作客巴塞隆拿的比賽，2002年費高终於重臨魯營球場，整場比賽觀眾不斷向費高投擲猪头等雜物及高聲叫罵“貪財奴”（Pesetero）。
在費高各項難忘的「成就」中包括因蓄意腳踢奧沙辛拿的（James Watson）下體而被罰紅牌出場。
2003/04球季儘管費高仍可射入9球，皇馬在聯賽僅獲第四位，國王盃決賽加時後2-3負於薩拉戈薩，歐聯八強兩回合累計5-5打和摩納哥，因作客入球優惠被淘汰，銀河兵團成立後首次四大皆空。翌季費高在歐聯分組賽中射入4球協助球隊出線，但在十六強兩回合累計1-2被祖雲達斯所淘汰。費高與教練（Vanderlei Luxemburgo）不和，4月開始被碧咸取代右翼正選，費高被迫坐冷板凳，外界已預計費高在季後將離開白衣軍團（Los Merengues）。費高先後與英超利物浦及意甲國際米蘭扯上關係，最終費高選擇國米，於2005年8月5日獲自由轉會加盟，簽訂兩年價值700萬歐元合約，加盟後他的表現一度回復效力皇馬的光彩，最後為球隊獲得意大利盃及意甲聯賽雙料冠軍。2009年5月，當國際米蘭第十七次贏取意甲冠軍後，費高宣布結束長達二十年的球員生涯。

### 國家隊

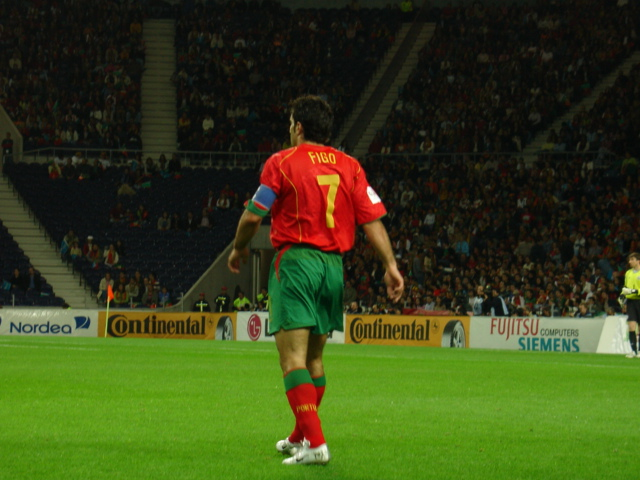
費高在2005年任葡萄牙隊長

費高早年的職業生涯代表過葡萄牙青年軍，先在1989年奪得歐洲少年足球錦標賽冠軍，再於1991年贏得世青盃，同年對盧森堡的比賽中首次代表大國腳登場。他參與過1996年及2000年歐洲國家盃和2002年韓日世界盃，可是因當時國家隊實力所限，始終未能為葡萄牙贏得任何正式大賽錦標。在2004年歐洲國家盃決賽被希臘打敗後，他宣布暫別國際賽，此時他已經代表葡萄牙出賽115場並射入33球。但在2005年6月他收回他的決定並在2006年世界盃外圍賽出戰斯洛伐克和愛沙尼亞。在贏得2006年世界杯第四名後，費高亦宣佈退出國家隊。

## 私人生活
費高是一名虔誠的天主教徒，與瑞典名模海伦·斯韦登（Helen Svedin）結合（他與他隊友卡蘭卡於同一日結婚），婚後育有三名女兒。
費高與他的啟蒙教練基羅斯加入A1GP汽车大奖赛的葡萄牙車隊，成為車隊的老闆。

## 榮譽

### 球會
士砵亭
- 葡萄牙盃：1995

 巴塞隆拿
- 西班牙甲組足球聯賽：1997–98、1998–99
- 國王盃：1996–97、1997–98
- 西班牙超级杯：1996
- 歐洲盃賽冠軍盃：1996–97
- 歐洲超級盃：1997

 皇家马德里
- 西班牙甲組足球聯賽：2000–01、2002–03
- 歐洲聯賽冠軍盃：2001–02
- 西班牙超級盃：2001、2003
- 歐洲超級盃：2002
- 洲際盃冠軍：2002

 国际米兰
- 意大利甲組足球聯賽冠軍：2005–06、2006–07、2007–08、2008–09
- 意大利超級盃冠軍：2005、2006、2008
- 意大利盃冠軍：2006年

### 國家隊
- 世青盃冠軍：1991

### 個人
- 歐洲足球先生：2000年
- 世界足球先生：2001年

## 外部連結
- FootballDatabase：簡歷及統計 （页面存档备份，存于）
- 向費高致敬
- Geneall网站上关于路易斯·菲戈家族的家谱（葡萄牙文）